# ویلیام فولر براون
ویلیام فولر براون (انگلیسی: William Fuller Brown, Jr.؛ زاده ۲۱ اکتبر ۱۹۰۴ درگذشته ۱۹۸۳ (۷۸−۷۹ سال)) یک دانشمند اهل ایالات متحده آمریکا بود.ویلیام فولر براون مدرک دکتری خود را در سال ۱۹۳۷ دریافت کرد.